# Ignasi Mallol i Casanovas
Ignasi Mallol i Casanovas (Tarragona, 1892 - Bogotà, Colòmbia, 1940) fou un pintor i pedagog català que exercí un paper fonamental per a la conservació del patrimoni artístic i cultural tarragoní durant la Guerra Civil espanyola.

## Biografia
Es traslladà a Barcelona molt jove i es formà a l'Acadèmia Martínez Altés, l'Acadèmia Joan Baixas i l'escola d'Art Galí. En aquesta època compartí taller i amistat amb Esteve Monegal i Francesc Vayreda. Viatjà a París el 1911, un cop finalitzà la decoració del menjador de la casa de l'advocat Joan Permanyer. De fet, poc temps abans els seus companys del taller de Barcelona i Domènec Carles ja s'havien establert a la capital francesa. Un altre cop a Barcelona entre 1916 i 1917, dirigí una acadèmia privada de Belles Arts que ha estat considerada hereva de l'escola Galí. El 1917 abandonà l'acadèmia i els projectes endegats a Barcelona, deprimit per la mort d'Enric Prat de la Riba. Es desplaçà a Olot esdevenint un dels màxims exponents de la nova escola olotina. Membre de Les Arts i els Artistes, exposà als salons organitzats per aquesta entitat i realitzà exposicions individuals. De retorn a Tarragona canvià el paisatge verd pel camp i la costa. Obtingué el premi extraordinari a l'Exposició de Primavera del 1929 de Barcelona.
Dirigí conjuntament amb l'escultor Joan Rebull el Taller-Escola de Tarragona, centre de formació artístic fundat per la Generalitat i l'ajuntament de Tarragona el 1934 i troncat per la Guerra Civil. Mallol i Rebull que es trobaven a Barcelona quan esclatà la guerra, seguint les instruccions del conseller de cultura Ventura Gassol, es posaren al capdavant d'un escamot de mossos d'esquadra per a protegir el museu i bona part de la biblioteca del Seminari de Barcelona. Posteriorment esdevingueren els delegats de la Comissió del Patrimoni Artístic de la ciutat de Tarragona, encara que a la pràctica exerciren el paper de delegats de tota la província. L'arxiu de la Comissió de Tarragona es conservà de manera unitària a les dependències del Palau Arquebisbal fins a l'arribada de les tropes sollevades. Pel que fa al Taller-Escola, l'any 1938 un bombardeig destruí l'edifici situat als pavellons remodelats de l'antic Gasòmetre, traslladant-se l'activitat docent al Palau Arquebisbal. Fins al final de la guerra es continuaren impartint classes encara que fos de manera precària, car entre altres circumstàncies molts alumnes eren al front.
S'exilià l'any 1939, morint a Bogotà el 1940.